# Еціо Гамба
Еціо Гамба (італ. Ezio Gamba; нар. 2 грудня 1958, Брешія, Італія) — італійський дзюдоїст, олімпійський чемпіон 1980 року, срібний призер Олімпійських ігор 1984 року, чемпіон Європи, призер чемпіонатів світу та Європи. З 2008 року головний тренер збірної Росії.

## Виступи на Олімпіадах
| Олімпіада         | Дисципліна | Місце |
| ----------------- | ---------- | ----- |
| Монреаль 1976     | до 71 кг   | 11    |
| Москва 1980       | до 71 кг   | 1     |
| Лос-Анджелес 1984 | до 71 кг   | 2     |
| Сеул 1988         | до 71 кг   | 13    |